# 埃丝特·冈萨雷斯
埃丝特·冈萨雷斯·罗德里格斯（西班牙語：Esther González Rodríguez；1992年12月8日—），西班牙女子职业足球运动员，司职前锋，目前效力于高譚足球俱樂部和西班牙国家女子足球队。2023年，她代表西班牙参加国际足联女子世界杯并夺得冠军。